# Isabel Clifton Cookson
Isabel Clifton Cookson (Hawthorn, 25 de dezembro de 1893 – 1 de julho de 1973) foi uma botânica australiana, especialista em paleobotânica e palinologia. Uma das primeiras cientistas da Austrália, foi professora e pesquisadora na Universidade de Melbourne.
Em 58 anos de carreira, foi autora ou co-autora de 93 artigos científicos, descreveu cerca de 110 gêneros novos, 557 espécies e 32 táxons de fitofósseis e palinomorfos. A ancestral das plantas vasculares, a Cooksonia, foi nomeada em sua homenagem por um de seus mentores e colegas, William Henry Lang, em 1937.

## Biografia
Isabel nasceu em 1893 em Hawthorn, no subúrbio de Melbourne. Era a caçula entre três irmãos de John Cookson com sua segunda esposa Elizabeth Somers. Cursou biologia em uma instituição para mulheres, a Methodist Ladies' College, em Melbourne, onde obteve notas altas em fisiologia, anatomia e botânica. Era também uma exímia pianista e jogou na equipe feminina de tênis da instituição. Ingressou na Universidade de Melbourne em 1916, onde se graduou em botânica e zoologia, sem nunca ter abandonado as quadras de tênis.
Entre 1916 e 1917, Isabel recebeu uma bolsa de estudos do governo para trabalhar com botânica no Território do Norte, além de vários outros prêmios e bolsas de incentivo à pesquisa. Esteve na Inglaterra entre 1925 e 1926, onde trabalhou no Imperial College London e em 1927 na Universidade de Manchester. Foi em Manchester que Isabel começou uma longa parceria acadêmica com o botânico William Henry Lang, que nomeou o gênero de fitofóssil Cooksonia" em sua homenagem.

## Carreira
De 1929, ano em que suas pesquisas começaram a focar na paleobotânica, em diante, Isabel escreveu vários artigos sobre plantas fósseis, em especial as primeiras plantas vasculares do Siluriano e do Devoniano, onde contribuiu significativamente para formular teorias sobre o surgimento e evolução das plantas. Estudou a formação de depósitos recentes de carvão e trabalhou com plantas fósseis da Austrália associadas a graptólitos, o que levou ao seu doutorado em 1932, pela Universidade de Melbourne.
Na década de 1940, Isabel começou a trabalhar com palinomorfos, estudando esporos, pólen e fitoplâncton, além de macrofósseis como lenhos, folhas e frutos, o que ajudou a reconstruir a paleoflora da Austrália. Além disso, Isabel ressaltou a importância dos microfósseis para a correlação de entre geologia e exploração de petróleo. Seu trabalho pioneiro foi reconhecido pelo governo australiano e pela universidade, que estabeleceu uma linha de pesquisa na área em 1949 sob sua supervisão. Em 1952, Isabel foi indicada como membro associado de pesquisa em botânica.
Isabel era incansável nos trabalhos de campo, coletando e trazendo para a universidade muitas amostras de rochas com espécies nunca antes vistas ou descritas. Ao longo de quase 60 anos de carreira, foi autora ou co-autora de 93 artigos científicos. Descreveu cerca de 110 gêneros novos de fitofósseis, 557 espécies e 32 táxons de fitofósseis e palinomorfos.
Isabel foi a principal palestrante na abertura oficial do Instituto de Paleociências Birbal Sahni, em Lucknow, na Índia, em 1947. Foi membro de diversas associações científicas, bem como pesquisadora associada de universidades e institutos pelo mundo. Em 1971, foi premiada pela Sociedade Geológica da Austrália por suas contribuições à ciência. Aposentou-se em 1959.

## Últimos anos
Sem nunca ter se casado ou tido filhos, Isabel soube investir seu salário de pesquisadora para poder se manter na aposentadoria e assim poder viajar e participar de eventos fora da Austrália. Isabel morreu em sua casa em Hawthorn, em 1 de julho de 1973, aos 79 anos e seu corpo foi cremado.
Seu nome hoje designa um prêmio internacional concedido pela Botanical Society of America para o melhor artigo de paleobotânica publicado no ano.